# Bilciurești (gmina)
Bilciurești – gmina w Rumunii, w okręgu Dymbowica. Obejmuje miejscowości Bilciurești i Suseni-Socetu. W 2011 roku liczyła 1889 mieszkańców.